# Anserinae
Le Anserine (Anserinae Vigors, 1825) sono una sottofamiglia di uccelli della famiglia degli Anatidi, ed include i cigni e le vere oche. Secondo concetti sistematici alternativi (vedi ad es. Terres & NAS, 1991), è divisa in due sottofamiglie: Anserinae contiene oche e anatre, mentre Cygninae conterrebbe i cigni.

## Descrizione
Ne fanno parte alcuni tra i più grandi rappresentanti dell'ordine Anseriformes, che si distinguono per i lunghi colli; hanno carattere sociale e sono diffusi in prevalenza nell'emisfero nord.

## Tassonomia
Tribù Cygnini
- Genere Cygnus – veri cigni: talvolta alcune specie del genere vengono separate nel genere Olor.
  - Cygnus atratus (Latham, 1790) - cigno nero
  - Cygnus melancoryphus (Molina, 1782) - cigno collonero
  - Cygnus olor (Gmelin, JF, 1789) - cigno reale
  - Cygnus buccinator Richardson, 1831 - cigno trombettiere
  - Cygnus columbianus (Ord, 1815) - cigno minore
  - Cygnus cygnus (Linnaeus, 1758) - cigno selvatico
- Genere †Afrocygnus (Miocene del Nordafrica)
- Genere †Annakacygna – cigno dalle ali corte di Annaka (Miocene del Giappone)
- Genere †Megalodytes (Miocene del Giappone e della California)

Tribù Anserini
- Genere Anser Brisson, 1760
  - Anser cygnoides (Linnaeus, 1758) - oca cigno
  - Anser fabalis (Latham, 1787) - oca granaiola della taiga
  - Anser serrirostris Gould, 1852 - oca granaiola della tundra
  - Anser brachyrhynchus Baillon, 1834 — oca zamperosee
  - Anser anser (Linnaeus, 1758) — oca selvatica
  - Anser albifrons (Scopoli, 1769) — oca lombardella maggiore
  - Anser erythropus (Linnaeus, 1758) - oca lombardella minore
  - Anser indicus (Latham, 1790) - oca indiana
  - Anser caerulescens (Linnaeus, 1758) - oca delle nevi
  - Anser rossii Cassin, 1861 - oca di Ross
  - Anser canagicus (Sevastianov, 1802) - oca imperatrice
- Genere Branta Scopoli, 1769
  - Branta canadensis (Linnaeus, 1758) - oca del Canada
  - Branta hutchinsii (Richardson, 1832) - oca della tundra
  - Branta sandvicensis (Vigors, 1834) - oca delle Hawaii
  - Branta bernicla (Linnaeus, 1758) - oca colombaccio
  - Branta leucopsis (Bechstein, 1803) - oca facciabianca
  - Branta ruficollis (Pallas, 1769) - oca collorosso

Irrisolto
- Genere Coscoroba Reichenbach, 1853
  - Coscoroba coscoroba (Molina, 1782) - cigno coscoroba

Questi due generi sono distinti dalle altre oche e spesso elevati a una loro sottofamiglia (Cereopsinae), o in alternativa alla sottofamiglia delle volpoche, Tadorninae:
Tribù Cereopseini
- Genere Cereopsis Latham, 1802
  - Cereopsis novaehollandiae Latham, 1802 - oca di Capo Barren
- Genere †Cnemiornis – Oche della Nuova Zelanda

Alcuni enigmatici subfossili di uccelli molto grandi simili a oche rinvenuti nelle isole Hawaii non sembrano appartenere a moa-nalo (anatre delle dimensioni di un'oca). Non possono essere assegnati a nessun genere vivente oggi, sebbene la maggior parte, se non tutti, sembrino essere imparentate al genere Branta:
- Geochen rhuax – inizialmente associata a Cereopsis, ciò potrebbe essere incorretto per ragioni biogeografiche.
- Oca gigante delle Hawai, ?Branta sp.
- Oca gigante di Oʻahu, Anatidae sp. et gen. indet.